# Trevor Stienburg
Trevor Malcolm Stienburg, född 13 maj 1966, är en kanadensisk före detta professionell ishockeyforward som tillbringade fyra säsonger i den nordamerikanska ishockeyligan National Hockey League (NHL), där han spelade för Quebec Nordiques. Han producerade tolv poäng (åtta mål och fyra assists) samt drog på sig 166 utvisningsminuter på 71 grundspelsmatcher.
Stienburg spelade även för Fredericton Express, Halifax Citadels, New Haven Nighthawks och Springfield Indians i American Hockey League (AHL) och Guelph Platers och London Knights i Ontario Hockey League (OHL).
Han draftades av Quebec Nordiques i första rundan i 1984 års draft som 15:e spelare totalt.
Stienburg var tränare för universitetet Saint Mary's Universitys ishockeylag Saint Mary's Huskies mellan 1997 och 2020. Efter tränarjobbet har han arbetat som amatörscout för Seattle Kraken i NHL.
Han är far till Matt Stienburg.

## Statistik
| 1982–1983  | Brockville Braves    | CJHL       | 48  | 39 | 30 | 69  | 182  | —  | — | — | — | —   |
| 1983–1984  | Guelph Platers       | OHL        | 65  | 33 | 18 | 51  | 104  | —  | — | — | — | —   |
| 1984–1985  | Guelph Platers       | OHL        | 18  | 7  | 12 | 19  | 38   | —  | — | — | — | —   |
|            | London Knights       | OHL        | 22  | 9  | 11 | 20  | 45   | 8  | 1 | 3 | 4 | 22  |
|            | Fredericton Express  | AHL        | —   | —  | —  | —   | —    | 2  | 0 | 0 | 0 | 0   |
| 1985–1986  | Quebec Nordiques     | NHL        | 2   | 1  | 0  | 1   | 0    | 1  | 0 | 0 | 0 | 0   |
|            | London Knights       | OHL        | 31  | 12 | 18 | 30  | 88   | 5  | 0 | 0 | 0 | 20  |
| 1986–1987  | Quebec Nordiques     | NHL        | 6   | 1  | 0  | 1   | 12   | —  | — | — | — | —   |
|            | Fredericton Express  | AHL        | 48  | 14 | 12 | 26  | 123  | —  | — | — | — | —   |
| 1987–1988  | Quebec Nordiques     | NHL        | 8   | 0  | 1  | 1   | 24   | —  | — | — | — | —   |
|            | Fredericton Express  | AHL        | 55  | 12 | 24 | 36  | 279  | 13 | 3 | 3 | 6 | 115 |
| 1988–1989  | Quebec Nordiques     | NHL        | 55  | 6  | 3  | 9   | 130  | —  | — | — | — | —   |
| 1989–1990  | Halifax Citadels     | AHL        | 11  | 3  | 3  | 6   | 36   | —  | — | — | — | —   |
| 1990–1991  | Halifax Citadels     | AHL        | 41  | 16 | 7  | 23  | 190  | —  | — | — | — | —   |
| 1991–1992  | New Haven Nighthawks | AHL        | 66  | 17 | 22 | 39  | 201  | 1  | 0 | 0 | 0 | 2   |
| 1992–1993  | Springfield Indians  | AHL        | 65  | 14 | 20 | 34  | 244  | 10 | 0 | 0 | 0 | 31  |
| 1993–1994  | Springfield Indians  | AHL        | 47  | 4  | 10 | 14  | 134  | —  | — | — | — | —   |
| NHL totalt | NHL totalt           | NHL totalt | 71  | 8  | 4  | 12  | 166  | 1  | 0 | 0 | 0 | 0   |
| AHL totalt | AHL totalt           | AHL totalt | 333 | 80 | 98 | 178 | 1207 | 26 | 3 | 3 | 6 | 148 |
| OHL totalt | OHL totalt           | OHL totalt | 136 | 61 | 59 | 120 | 275  | 13 | 1 | 3 | 4 | 42  |